# Ann Corio
Ann Corio (29 de noviembre de 1909 – 1 de marzo de 1999) fue una destacada actriz y vedette de género burlesque y estríper de nacionalidad estadounidense. A diferencia de otras artistas del género, Ann Corio no utilizó apodo artístico.

## Biografía
Nacida en Hartford, Connecticut, era parte de los doce hijos de una pareja de inmigrantes italianos. Siendo adolescente, la apariencia física de Corio le facilitó conseguir trabajo como corista, actividad a partir de la cual llegó a ser una famosa estrella de estriptis. Su llegada al estrellato del circuito de burlesque en 1925 le hizo trabajar en teatros de la fama del Minsky's Burlesque, en Nueva York, y el viejo Howard Athenaeum de Boston.

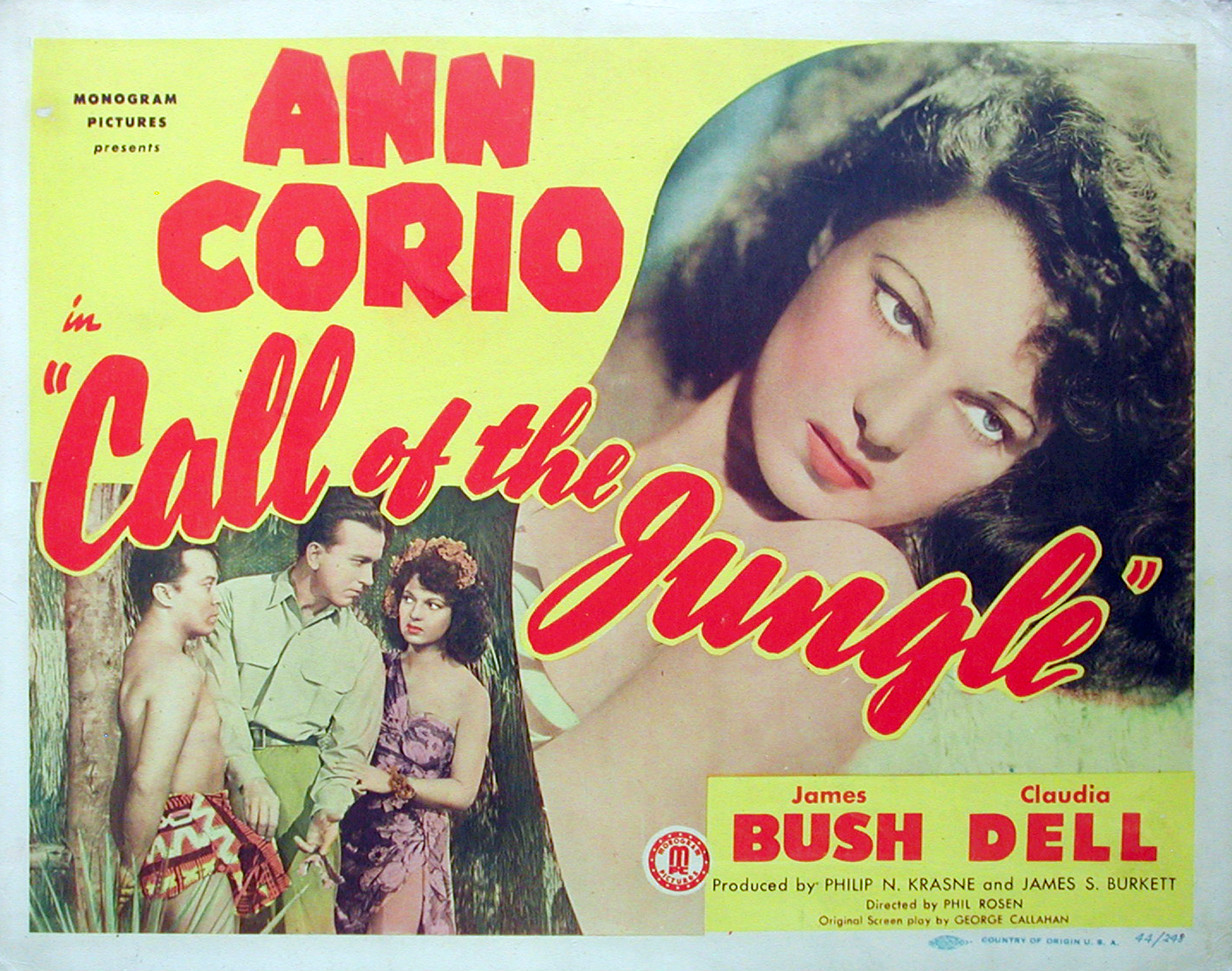
Tarjeta del film Call of the Jungle

Cuando el alcalde Fiorello La Guardia cerró los locales de burlesque de Nueva York en 1939, Corio se mudó a Los Ángeles. Entre 1941 y 1944 actuó en varias películas de serie B realizadas en Hollywood, en las cuales actuaba con vestuario ligero. La primera de ellas fue Swamp Woman (1941), y la más conocida Jungle Siren (1942), en la que actuaba junto a Buster Crabbe. En 1944 rodó Call of the Jungle y Sarong Girl. 
Un año antes había sido invitada a participar en el programa radiofónico The Adventures of Ellery Queen, en el episodio de 7 de enero titulado "The Adventure of the Singing Rat". Durante la Segunda Guerra Mundial, fue una de las pin-up que voluntariamente aparecieron en la revista Yank, the Army Weekly, pudiendo ser vista en el número de 3 de septiembre de 1943.
Corio tuvo una larga y exitosa carrera de bailarina. En 1962 llevó a escena el nostálgico show del off-Broadway This Was Burlesque, que ella misma dirigió, y en la cual también actuó. En 1968 escribió un libro con el mismo título. Su fama se extendió hasta los años 1970—llevaba tiempo retirada y pasaba de los sesenta años de edad—siendo dos veces invitada del The Tonight Show Starring Johnny Carson. Aun así, en ese período trabajó varias temporadas en This Was Burlesque, show representado en el circuito de verano, y que en 1981 se llevó a escena en Broadway en el viejo Latin Quarter, conocido entonces como Princess Theatre, intentando competir con Sugar Babies, obra que se representaba a pocas manzanas. En 1985 montó el espectáculo por segunda y última vez en el centro de Los Ángeles, en el Variety Arts Theatre, local en el que no tuvo éxito.
Residente en Cliffside Park, Nueva Jersey, Ann Corio falleció en el Englewood Hospital and Medical Center de Englewood, Nueva Jersey, el 1 de marzo de 1999, a causa de una neumonía. Tenía 89 años de edad. Fue enterrada en el Cementerio Mount Saint Benedict, en Bloomfield (Connecticut).
Por su trayectoria artística, Corio es miembro del salón de la Fama del Museo Exotic World Burlesque, en Silver Lakes (California).